# Блэк-Ривер (река, Ямайка)
Блэк-Ривер (англ. Black River; Чёрная река) — река в округе Сент-Элизабет на юго-западе Ямайки. Длина реки — 53,4 км. Долгое время считалась самой длинной рекой Ямайки, пока не было обнаружено, что Рио-Миньо — 92,8 км. Впадает в Карибское море на южном берегу острова. Название реки связано с тёмным руслом из-за толстых слоёв разлагающейся растительности. В болотистой долине реки обитает более 100 видов птиц.

## География
Исток Блэк-Ривер находится в Кокпит-Кантри, регионе, расположенном в округах Трелони и Сент-Элизабет, где река течёт под землёй, прежде чем появляется к северу от Силоа на южной окраине Кокпита.

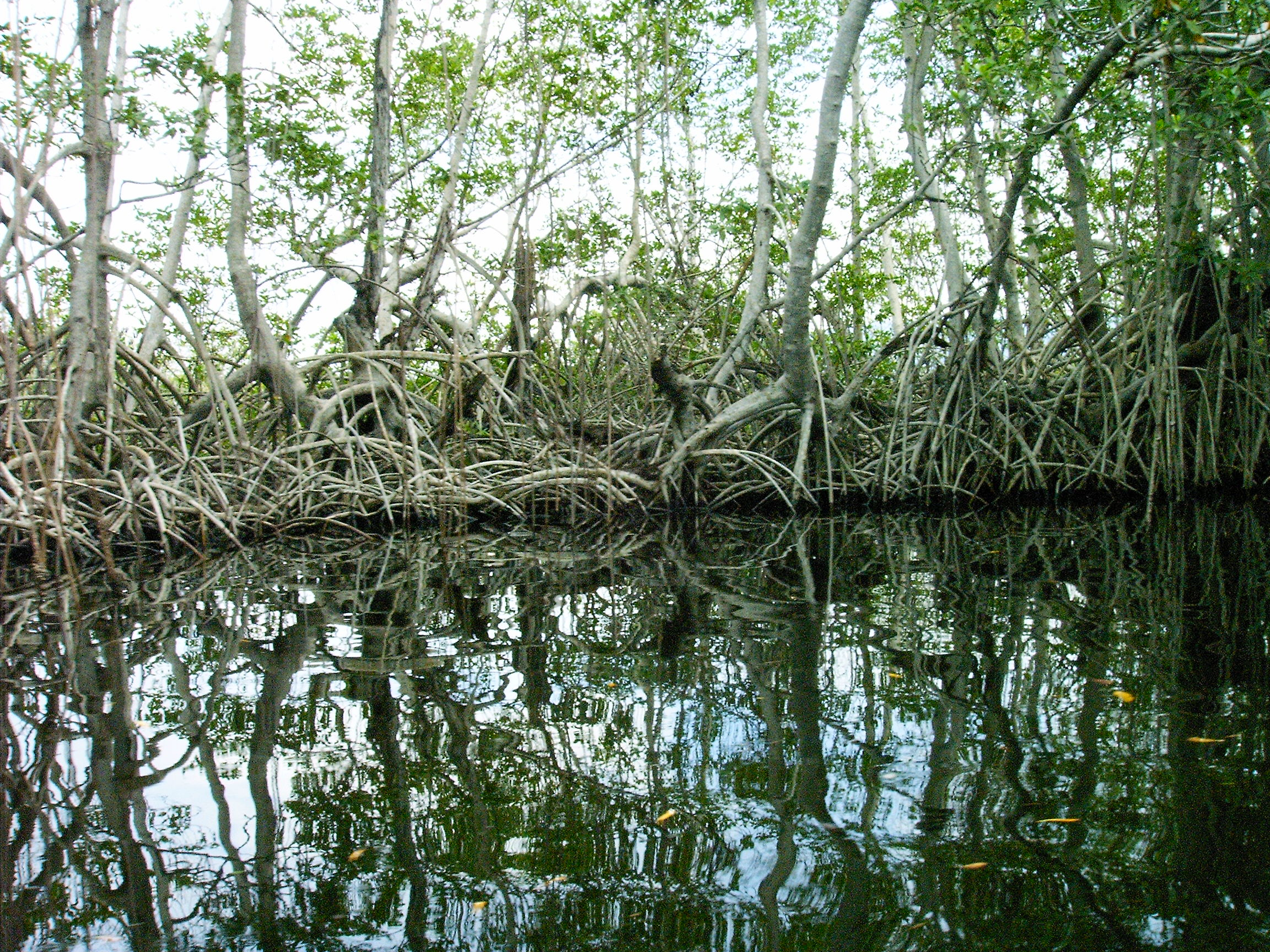
Мангровые заросли Блэк-Ривер

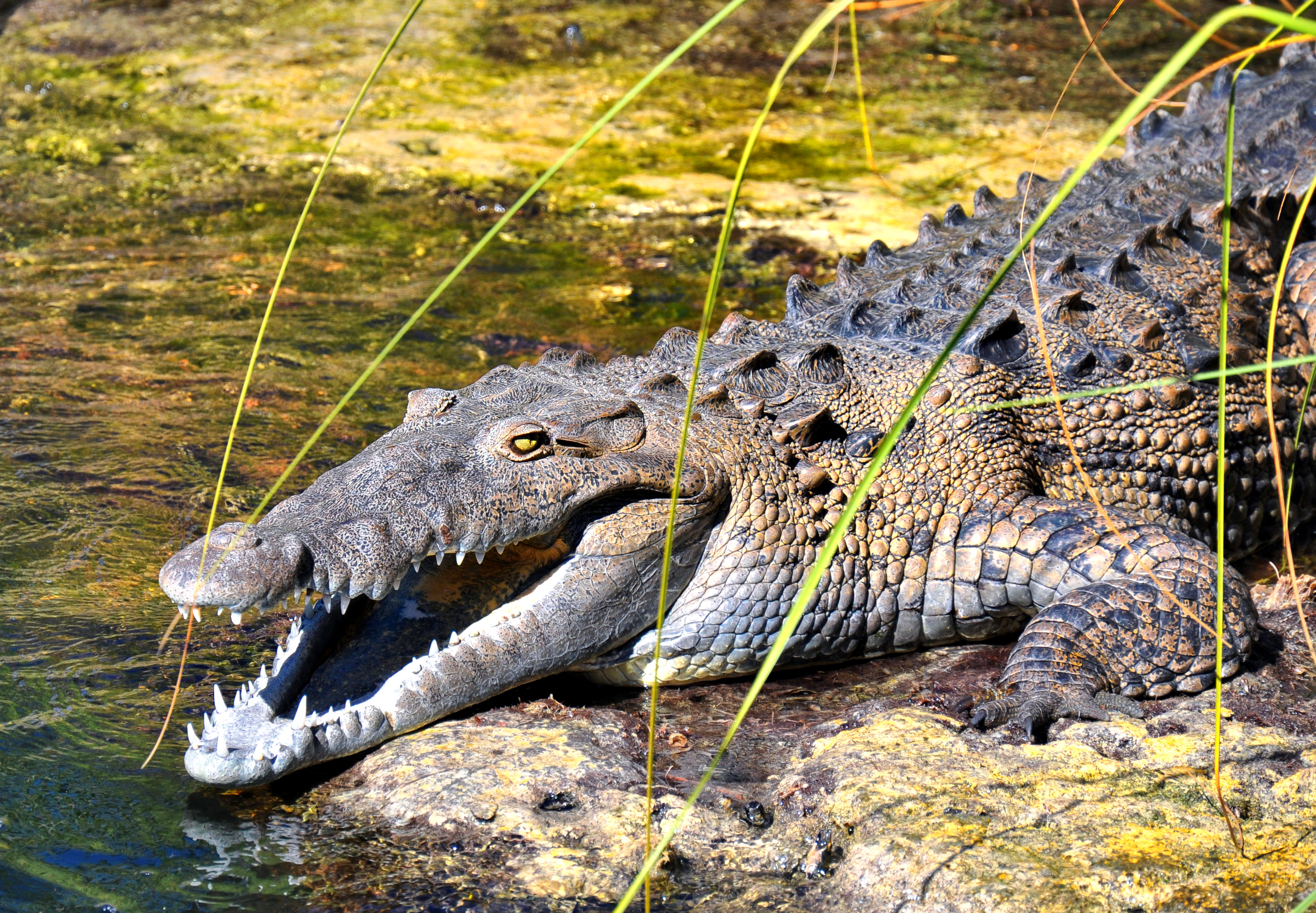
Острорылый крокодил в нижних болотах Блэк-Ривер

Сразу после выхода на поверхность извилистое русло реки проходит через поля сахарного тростника в Эпплтон-Эстейт. Здесь в Блэк-Ривер впадает Уан-Ай-Ривер, которая является продолжением ушедшей ранее под землю Гекторс-Ривер. Она формирует границу между округами Трелони и Манчестер. В окрестностях Магготти, скорость потока увеличивается, появляются пороги. Проходя через Магготти, Блэк-Ривер течёт вдоль дороги, где имеется несколько небольших водопадов, и входит в ущелье, расположенное в парке Эппл-Велли. После Ньютона, река входит в покрытую густой растительностью Верхнюю болотистую низменность (Верхняя морасса), где в неё впадает Смит-Ривер и другие более мелкие притоки. В районе Элим рыбоводческое хозяйство выращивает «рыбу Иисуса», разновидность мозамбикской тиляпии, называемую так за плодовитость. Здесь же обитает якана, также известная среди местных жителей как «птица Иисуса», поскольку она производит впечатление гуляющей по воде, когда бродит среди плавающих листьев водных растений.
Затем река протекает через Лаковию и Миддл-Квортерс, расположенные между Верхней морассой и Нижней морассой. Миддл-Квортерс славится своими раками, которых в местном масштабе называют «креветками с острым перцем». Местные рыбаки используют рыболовные снасти, похожие на те, которые используют рыбаки на реке Нигер в Африке; знание об их изготовлении было принесено на остров рабами более 300 лет назад.
Нижняя морасса состоит из мелких устьев, болот и мангровых зарослей, которые предоставляют местообитание для большого разнообразия рыб, птиц и других животных, включая омаров, мангровых окуней, снук и кефалей. Здесь в Блэк-Ривер впадает Уай-Эс-Ривер, что делает Нижнюю морассу самым большим (14 085 акров) заболоченным регионом на Карибах. В этих болотах обитают острорылый крокодил (Crocodylus acutus), такие птицы, как цапли и скопы.
Впадает в Карибское море на восточной окраине одноимённого города.

## История
В колониальное время по реке сплавлялись брёвна до порта для отправки в Англию для изготовления красителей. В настоящее время в низовьях Блэк-Ривер расцвёл туристический бизнес.